# La Baronne de minuit
Pour plus de détails, voir Fiche technique et Distribution.
La Baronne de minuit (Midnight) est un film américain en noir et blanc réalisé par Mitchell Leisen, sorti en 1939.
Un remake sera tourné en 1945 : Mascarade à Mexico avec Dorothy Lamour.

## Synopsis
Eve Peabody débarque à Paris par le train venant de Monte Carlo. Elle ne possède pas le moindre bagage à part sa pochette, n'a pas d'argent et est seulement vêtue d'une robe de soirée. Un chauffeur de taxi du nom de Tibor Czerny, accepte de l'aider. Mais la jeune femme lui fausse rapidement compagnie pour entrer clandestinement dans une soirée mondaine. Sur le point d'être expulsée, elle se fait passer pour la baronne Czerny. Les circonstances l'entraînent à conserver cette identité... mais à minuit, le carrosse de Cendrillon pourrait redevenir citrouille.

## Fiche technique
- Titre : La Baronne de minuit
- Titre original : Midnight
- Réalisation : Mitchell Leisen, assisté d'Hal Walker (non crédité)
- Scénario : Billy Wilder et Charles Brackett, d'après un sujet d'Edwin Justus Mayer et Frank Schulz
- Musique : Frederick Hollander
- Direction artistique : Hans Dreier et Robert Usher
- Décorateur de plateau : A.E. Freudeman
- Costumes : Irene
- Photographie : Charles Lang Jr.
- Montage : Doane Harrison
- Producteurs : Arthur Hornblow Jr., William LeBaron (producteur exécutif, non crédité)
- Société de production et de distribution : Paramount Pictures
- Pays de production :  États-Unis
- Langue originale : anglais américain
- Format : noir et blanc — 35 mm — 1,37:1 — son : mono (Western Electric Mirrophonic Recording)
- Genre : comédie
- Durée : 94 minutes
- Dates de sortie : 
  - États-Unis : 15 mars 1939
  - États-Unis : 5 avril 1939 New York
  - France : 18 mai 1939

## Distribution

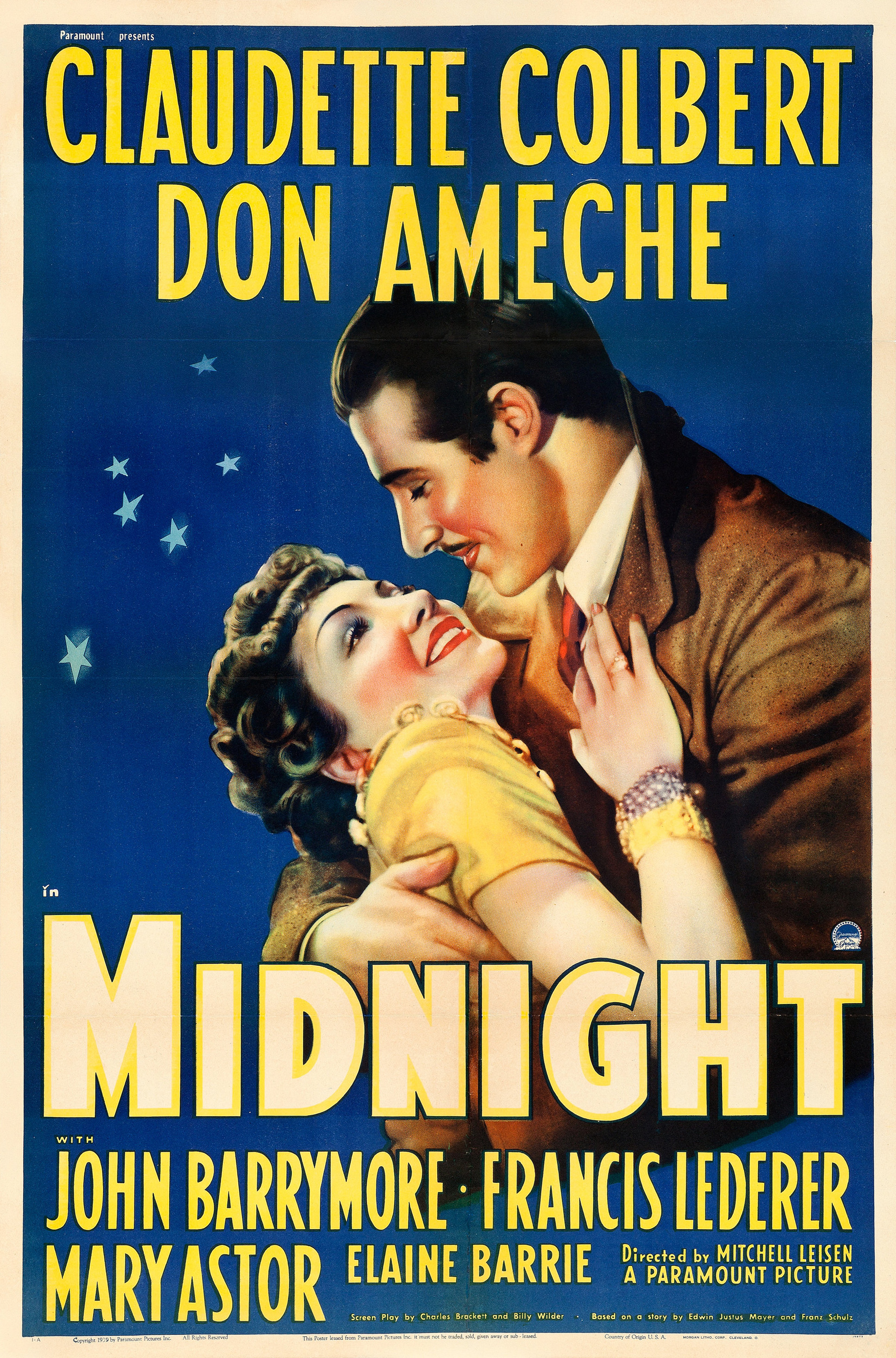
Affiche du film.

- Claudette Colbert : Eve Peabody/Baronne Czerny
- Don Ameche : Tibor Czerny/Baron Czerny
- John Barrymore : Georges Flammarion
- Francis Lederer : Jacques Picot
- Mary Astor : Hélène Flammarion
- Hedda Hopper : Stéphanie
- Monty Woolley : le juge
- Elaine Barrie : Simone
- Rex O'Malley : Marcel
- Armand Kaliz : Lebon

Acteurs non crédités
- André Cheron : le contrôleur de nuit du train
- Gino Corrado : un chauffeur de taxi
- Mary MacLaren : une invitée de la fête chez Stéphanie
- Nestor Paiva : un membre de l'escorte
- Lionel Pape : Édouard
- Michael Visaroff : le valet de pied
- Leander de Cordova